# Тара Воен
Тара Воен (2003 , Веллінгтон ) — новозеландська спортсменка, веслувальниця-байдарочниця, олімпійська чемпіонка 2024 року.

## Виступи на Олімпіадах
| Олімпіада  | Дисципліна                    | Місце |
| ---------- | ----------------------------- | ----- |
| Париж 2024 | байдарки-четвірки, 500 метрів | 1     |

## Зовнішні посилання
- Тара Воен на сайті International Canoe Federation (англійська)
- Тара Воен на сайті Olympics.com (англійська)
- Тара Воен на сайті New Zealand Olympic Committee (англійська)